# Reframing the Artist
Reframing the Artist (deutsch Künstler im neuen Rahmen) ist ein niederländischer Kurzfilm von Sascha Pohle aus dem Jahr 2010. In Deutschland feierte der Film am 30. April 2012 bei den Internationalen Kurzfilmtagen in Oberhausen Premiere.

## Handlung
Im Dafen Oil Painting Village in China werden Ölgemälde im großen Stil reproduziert. Der Film greift Stereotype auf.

## Kritiken
„Man könnte diese Arbeit für eine altbekannte postmoderne Übung halten, in der über die Darstellung von Künstlern im Mainstream-Kino nachgedacht wird. Doch indem der Regisseur die bekannten Tropen ohne Herablassung und mit großer Sensibilität in einer chinesischen Kunstfabrik nachspielen lässt, eröffnet er uns einen immer weiteren Blick auf die erstaunliche Bandbreite einer Kunstarbeit, die Instant-Mona Lisas ebenso umfasst wie Portraits von Vladimir Putin und Deng Xiaoping, sowie einen seltenen und nüchternen Blick auf Arbeiter, schlecht bezahlte Handwerker der Malerei, die ganz entspannt die Rollen heroischer Künstler wie Jackson Pollock und Vincent van Gogh einnehmen.“

## Auszeichnungen
Internationale Kurzfilmtage Oberhausen 2012
- Hauptpreis